# Culex chaetoventralis
Culex chaetoventralis är en tvåvingeart som först beskrevs av Theobald 1910.  Culex chaetoventralis ingår i släktet Culex och familjen stickmyggor. Inga underarter finns listade i Catalogue of Life.